# Zurow
Zurow – gmina w Niemczech, w kraju związkowym Meklemburgia-Pomorze Przednie, w powiecie Nordwestmecklenburg, wchodzi w skład urzędu Neukloster-Warin.

## Dzielnice
- Fahren
- Kahlenberg
- Klein Warin
- Nakenstorf
- Reinstorf
- Schmakentin[2]

## Osoby urodzone w Zurowie
- Wilhelm Uhthoff – niemiecki okulista